# Jatropha rzedowskii
Jatropha rzedowskii là một loài thực vật có hoa trong họ Đại kích. Loài này được J.Jiménez Ram. mô tả khoa học đầu tiên năm 1985.